# Framersheim
Framersheim település Németországban, Rajna-vidék-Pfalz tartományban. Lakosainak száma 1584 fő (2023. december 31.).

## Népesség
A település népességének változása:
| Lakosok száma | 1374 | 1571 | 1572 | 1578 | 1570 | 1584 |
|               | 1975 | 2017 | 2019 | 2021 | 2022 | 2023 |